# Харви (филм)
Харви (енгл. Harvey) је амерички хумористичко-драмски филм из 1950. године, режисера Хенрија Костера, заснован на истоименој представи Мери Чејс. Главне улоге тумаче Џејмс Стјуарт и Џозефин Хал. Прича прати човека чији је најбољи пријатељ пука по имену Харви, невидљиви бели зец висок 1,92 m, и дебакл који следи када његова сестра покуша да га одведе у санаторијум.

## Радња
Елвуд П. Дауд је љубазан, али ексцентричан човек чији је најбољи пријатељ невидљиви бели зец по имену Харви висок 1,92 m. Како Елвуд тврди, Харви је пука, бенигно, али несташно створење из келтске митологије. Елвуд проводи већину свог времена водећи Харвија по граду, пијући у разним баровима и упознајући Харвија са скоро сваком особом коју сретне, што веома збуњује странце, иако су Елвудови пријатељи прихватили Харвијево (наводно) постојање. Његова старија сестра Вита и његова нећака Мертл Меј живе са њим на његовом великом имању, али су заједно са Елвудом постали друштвени изопћеници због његове опсесије Харвијем.
Након што Елвуд уништи забаву коју су Вита и Мертл Меј организовале у тајности, Вита коначно одлучује да га пошаље у локални санаторијум. У огорчењу признаје психијатру, доктору Лајману Сандерсону, да и сама с времена на време виђа Харвија. Заменивши Виту за прави ментални случај, Сандерсон пушта Елвуда, а њу задржава. Доктор Чамли, директор санаторијума, открива грешку и схвата да мора да врати Елвуда, претражујући град са помоћником Марвином Вилсоном. Уз Витину помоћ, Чамли на крају прати Елвуда до његовог омиљеног бара „Код Чарлија” и одлучује да се сам суочи са њим.
Четири сата касније, Марвин се враћа у санаторијум, али од Сандерсона и медицинске сестре Кели сазнаје да се Чамли није вратио са Елвудом. Стижу код Чарлија и затичу Елвуда самог, који објашњава да је Чамли одлутао са Харвијем после неколико тура пића. На докторово питање, Елвуд објашњава да је упознао Харвија једне ноћи пре неколико година након што је отпратио пијаног пријатеља до таксија, и од тада они уживају у одласцима до барова и дружења са другим посетиоцима како би чули њихове велике животне приче и тежње. Убеђен да је Елвуд луд и да је можда повредио Чамлија, Марвин позива полицију и отпрати Елвуда назад у санаторијум.
Чамли се враћа у санаторијум унеређен и параноичан, а прати га нешто невидљиво. Када остали стигну, Чамли позива Елвуда у своју канцеларију. Насамо, Чамли каже да сада зна да је Харви стваран, а Елвуд објашњава Харвијеве различите моћи, укључујући његову способност да заустави време, пошаље било кога на било коју дестинацију кад год пожеле, а затим да их врати без иједног потрошеног минута. Чамли објашњава како би радо провео две недеље у Акрону. Вита стиже са судијом Гафнијем и Мертл Меј, спремнa да преда Елвуда, али их Сандерсон убеђује да ће инјекција серума под називом „Формула 977” спречити Елвуда да „види зеца”.
Док он припрема инјекцију, Вита покушава да плати таксисти, али, испразнивши своју ташну, не може да пронађе свој новчаник. Она га прекине у давању инјекције и тражи од Елвуда да плати таксисти. Одобровољен Елвудовом љубазношћу, таксиста објашњава како је многе људе одвезао у санаторијум да приме исти лек, а затим их одвозио назад, упозоравајући Виту да ће Елвуд ускоро постати „савршено нормално људско биће, а знате како су они одвратни.” Вита се због овога узнемирава и тражи од доктора да му не да инјекцију; она тада проналази новчаник у својој ташни и схвата да је Харви интервенисао како би спасао њеног брата.
Одлазећи са Витом и Мертл Меј, Елвуд види Харвија на љуљашци на трему. Харви одлучује да остане са Чамлијем како би га одвео на његово фантастично путовање у Акрон. Елвуд потиштен пролази кроз капију, али када се капија затворе, он изненада види да му се Харви враћа. Прекидач покреће невидљива сила и капија се отвара, а Елвуд каже „И ти се мени више свиђаш, Харви” док прате Виту и Мертл Меј до изласка сунца.

## Улоге
| Глумац         | Улога                 |
| -------------- | --------------------- |
| Џејмс Стјуарт  | Елвуд П. Дауд         |
| Џозефин Хал    | Вита Луиз Дауд Симонс |
| Пеги Дау       | госпођица Кели        |
| Чарлс Дрејк    | др Лајман Сандерсон   |
| Викторија Хорн | Мертл Меј Симонс      |
| Џеси Вајт      | Марвин Вилсон         |
| Сесил Келавеј  | др Вилијам Чамли      |
| Вилијам Х. Лин | судија Омар Гафни     |